# Одяг української шляхти
Українська шляхта складалась або з корінних жителів або нащадків київських, чернігівських, переяславських князів, бояр та козаків, які передавали своє шляхетство нащадкам, та які відповідно до чинів, наділялися від королів чи пізніше від московських царів ранговими поселеннями чи містами. До шляхти відносились також поляки чи мешканці ін. держав, які служили в козацькому війську та які отримали лицарський чи шляхетський титул, завдяки тому, що проливали свою кров за вітчизну або за інші громадські подвиги.
Шляхта козацьких часів поділялася на панів та підпанків. До шляхетської верхівки належали: Ясновельможний Пан Гетьман, Ясновельможні Генеральні Старшини, сюди відносились також Кошовий та Військовий Отамани. Панами величали Полковників та всю козацьку старшину в полках, а також паланкових та курінних Отаманів. Підпанками величали всіх молодших війкових чинів. Дружин Генеральної старшини величали — Вельможними Паннами. Дружин родовитих та багатих полковників називали знатними або великими панями і жінок взагалі всіх військових чиновників і навіть жінок багатих військових старшин величили просто — панями.
До середини XIX ст. українська шляхта носила національний одяг, який в цілому був схожий але різнився за якістю та за станом шляхтича.
Шляхта носила одяг з шовку, оксамиту, тонкої шерсті, яка поставлялась з Польщі, Угорщини, Туреччини, Росії.

## Чоловічий одяг
Святковий одяг гетьмана до часів Богдана Хмельницького складався з кафтана польського крою з нашитими на грудях золотими шнурами, з соболевої шапки з суконим верхом, пошитої за козацьким зразком, шовкового пояса, червоних саф'янофих чобіт, блакитних саєтових штанів (суконі блакитні шаровари з золотими лампасами). Повний стрій доповнювали шабля та кинджали за поясом. Зимою гетьмани носили шуби польського крою з хутра лиса або соболя.
Парадний одяг полковника складався з шуби, з хутра лиса або соболя. Такі шуби мали розрізані рукава та були покриті парчею або оксамитом, обшиті золотим шнуром та мали золоті китиці. Жупани носили з яскравих тканин, нерідко з розрізаними рукавами, які защіпались на круглі золоті ґудзики, оздоблені бірюзою, перлами і навіть алмазами. Верхні та нижні кафтани були польського крою. Зимові шились з сукна, а літні з тафти та атласу. Шаровари носили яскравих кольорів та з різних тканин. Шапки носили круглі, опушені соболем з оксамитовим верхом, без пір'я, посередині шапки був золотий ґудзик з дорогоцінним каменем. Пояси були шовковими, дуже коштовними. Нерідко носили також шкіряні пояси, повністю покриті срібними або золотими пластинками, обсипані коштовним камінням. Чоботи носили тільки червоні з срібними підківками, з кримського саф'яну, розшиті золотими, срібними та шовковими нитками.
Запорізькі полковники носили верхній кафтан найчастіше з тонкого синього сукна, нижній кафтан носили з шовку яскравих кольорів. Шаровари носили бавовняні або оксамитові, до строю належав також дорогий пояс, червоні чоботи, турецька шабля, зимою також дорогі шуби.
Одяг писаря складався з верхнього кафтана з розрізаними рукавами, нижнього кафтана з бавовняної або шерстяної тканини, шароварів яскравих кольорів, дорогого шовкового пояса, зимою ще й з дорогих шуб, особливих прикрас одяг писаря не мав.
Одяг сотників складався з кафтана з шовкової або шерстяної тканими, найчастіше польського сукна. Літні шаровари були з бавовни, а зимові з тонкої шерсті. Шапка була з оксамитовим верхом, та опушена хутром, при собі сотник завжди носив шаблю.

## Жіночий одяг
Панни носили вишиті на рукавах та на подолку червоною бавовною або шовком лляні сорочки, зверху по сорочках обгортали стан плахтою, і по плахті носили шовкові або парчові передники. На шиї носили кілька ниток коралів або мониста , або перли і кілька рядів золотих монет з золотим або срібним хрестом з коштовним камінням, замість хрестів носили також дукач, іконку або медальйон. Зверху по сорочці, коли приймали гостей або виходили з дому, носили шовкові або оксамитові короткі спідниці (кофточки), нерідко без рукавів, розшиті золотими шнурами, зверху на юбки одівали кунтуші з вузькими рукавами. Кунтуші шились з парчі або штофної тканини в великі квіти. Літні кунтуші мали атласні підкладки і обшивки. Зимові кунтуші були підбиті дорогим хутром та обшивались соболем. Чоботи носили червоні саф'янові, розшиті шовком і канітеллю з високими срібними підківками. Влітку носили саф'янові черевики. Влітку на голові жінки носили оксамитові кораблики, обшиті соболем, зимою — круглі атласні або оксамитові шапочки з дорогим хутром. Старші жінки зверху по шапочці пов'язували тонку і рідку намітку. Зимою носили шуби і муфти з лисиці чи соболя, такі шуби покривались зверху дорогими тканинами.
Панянки (Панночки) — дівчата, які належали до вищих кіл шляхти, носили тільки шовкові плахти з передником; як верхній одяг носили вузькі польські кофточки, з оксамиту чи штофу, обшиті золотими шнурками. Зверху носили атласні, а також оксамитові або парчеві з яскравою підкладкою кунтуші, обшиті шнурками. Волосся зачісували гладко в косу з стрічками. Сережки носили довгі з великим коштовним камінням. На руках носили золоті персні з коштовним камінням. На ногах носили черевики з тонкого саф'яну, розшиті канітеллю. В руках тримали вишиту червоним шовком хустку. Рум'ян та білил, рукавичок ніколи не вживали.

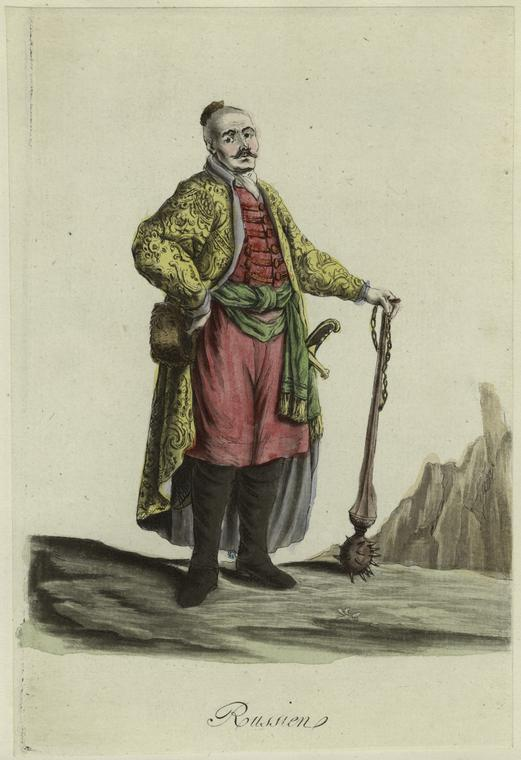
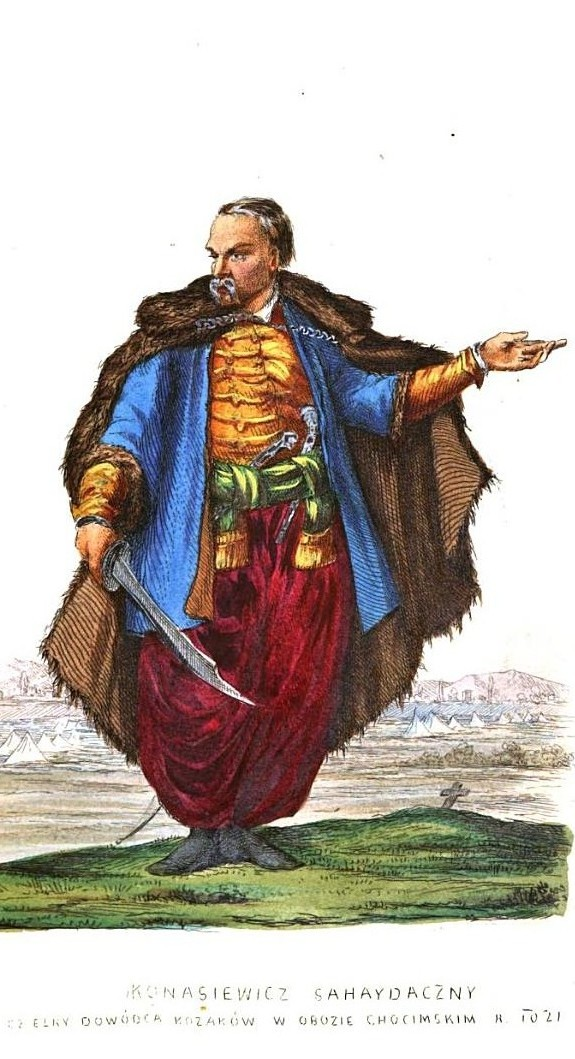
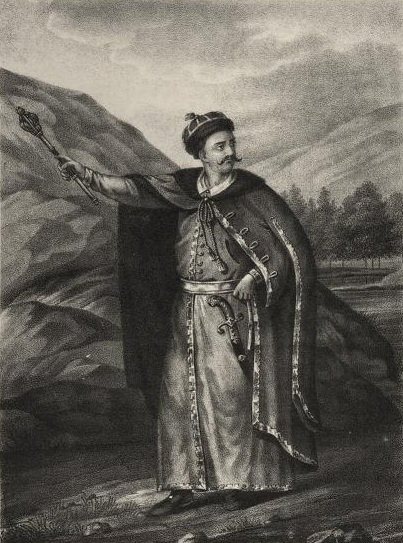
Козацький полковник
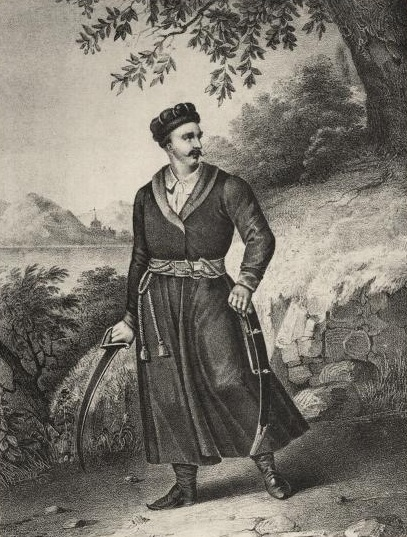
Сотник
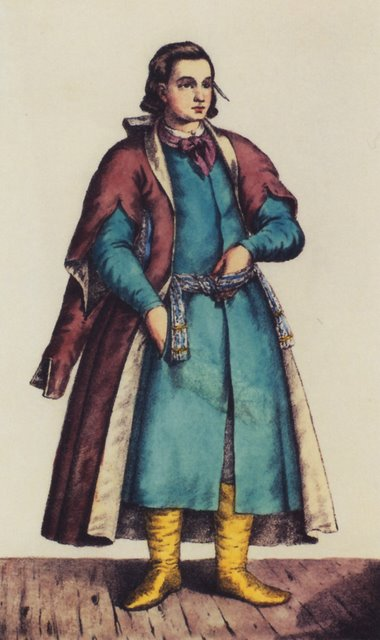
Писар
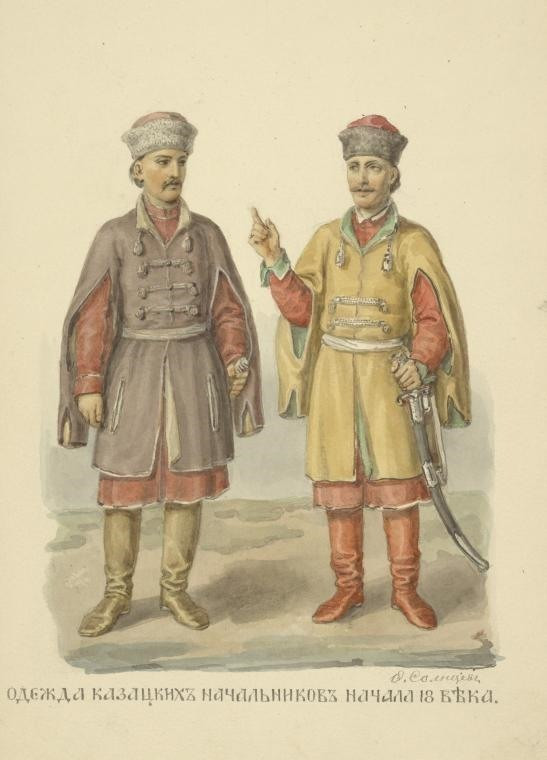
Одяг козацької старшини
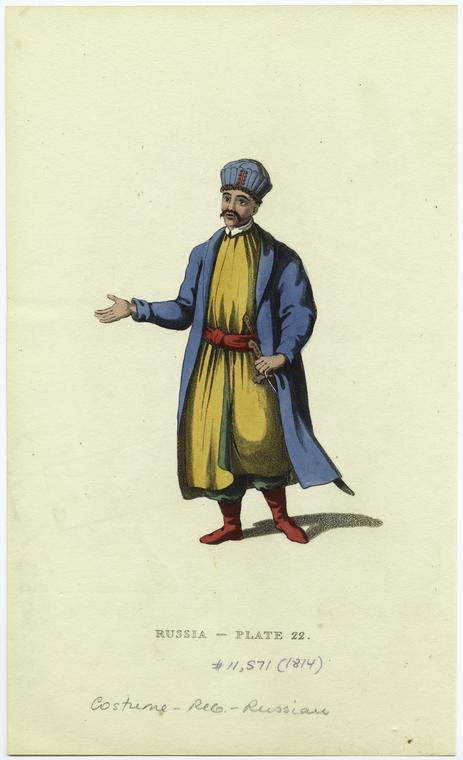
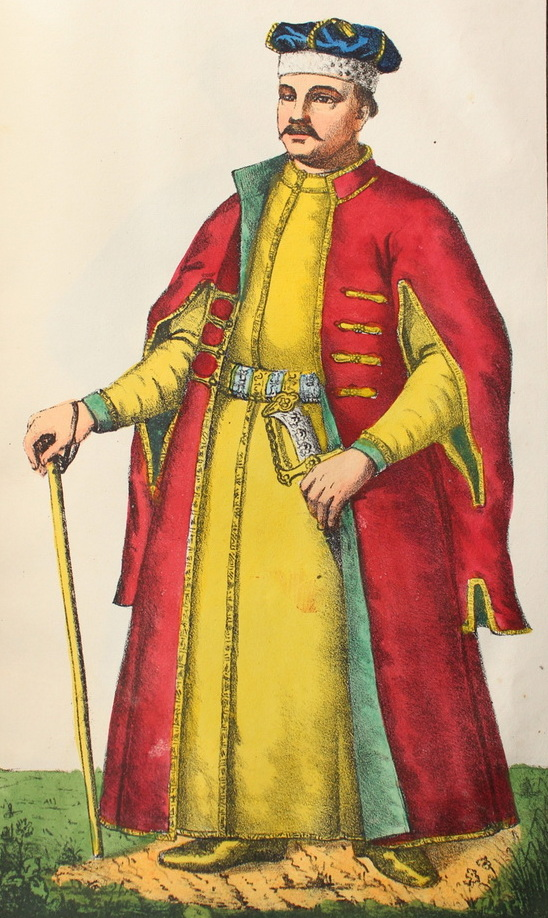
Шляхтич

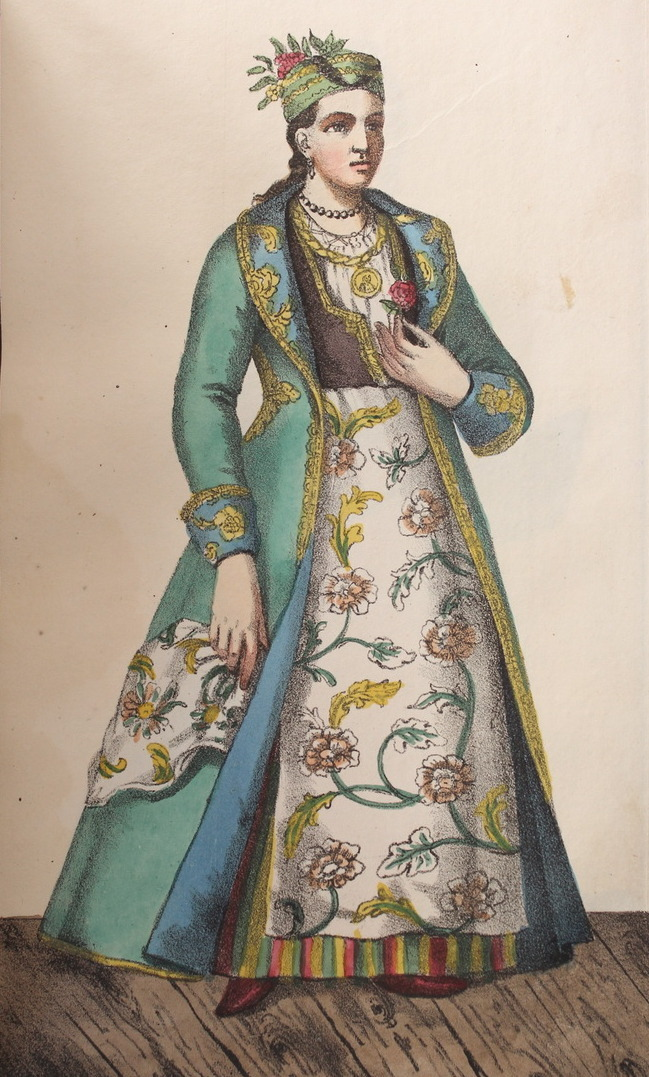
Панянка
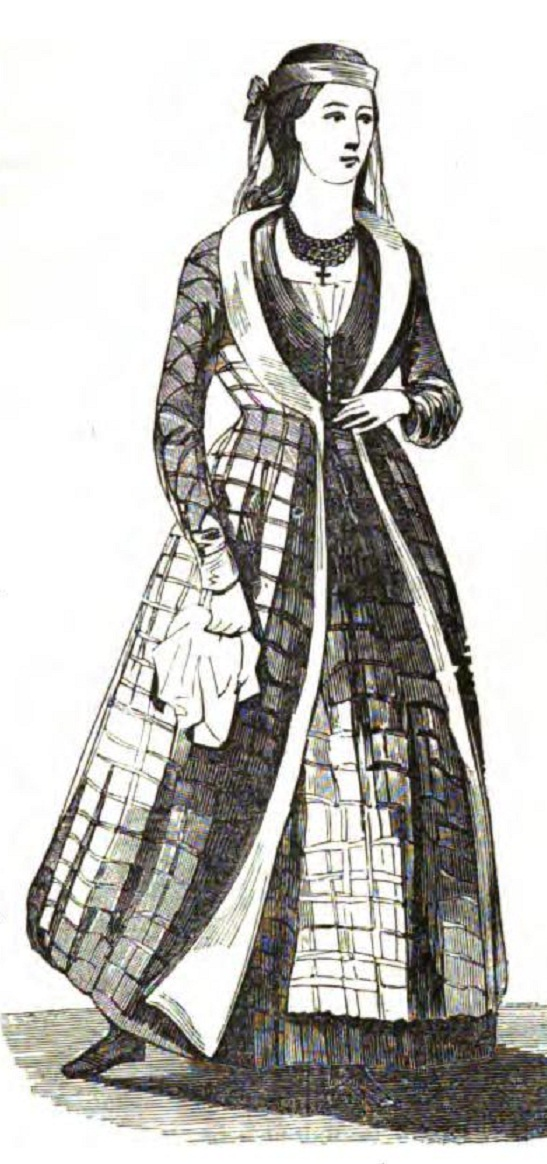
Панянка
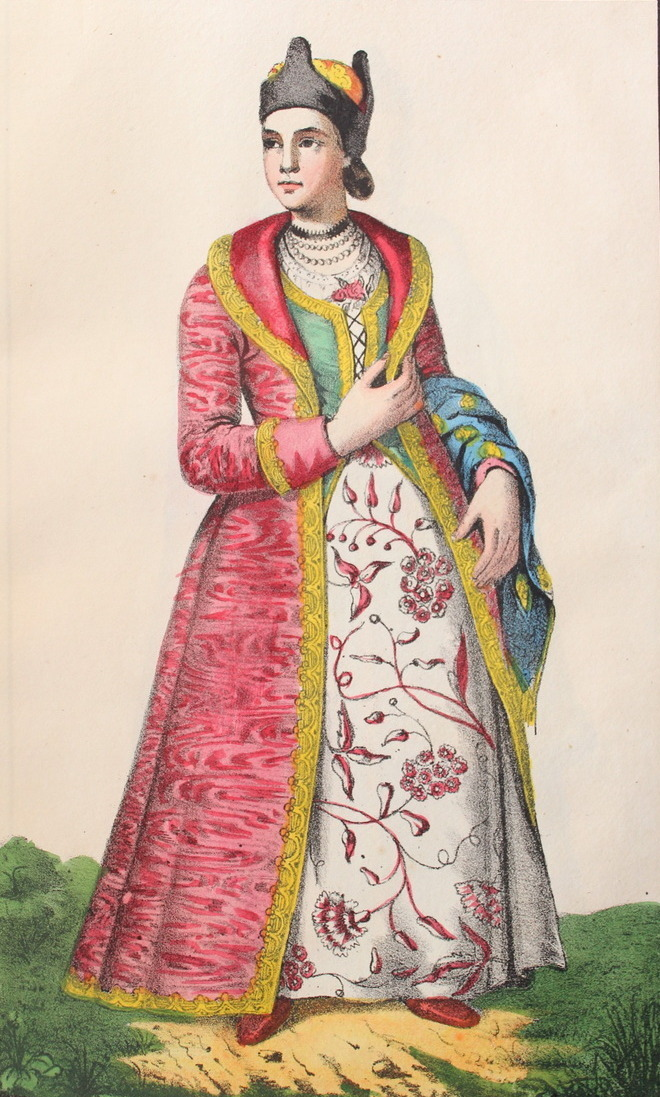
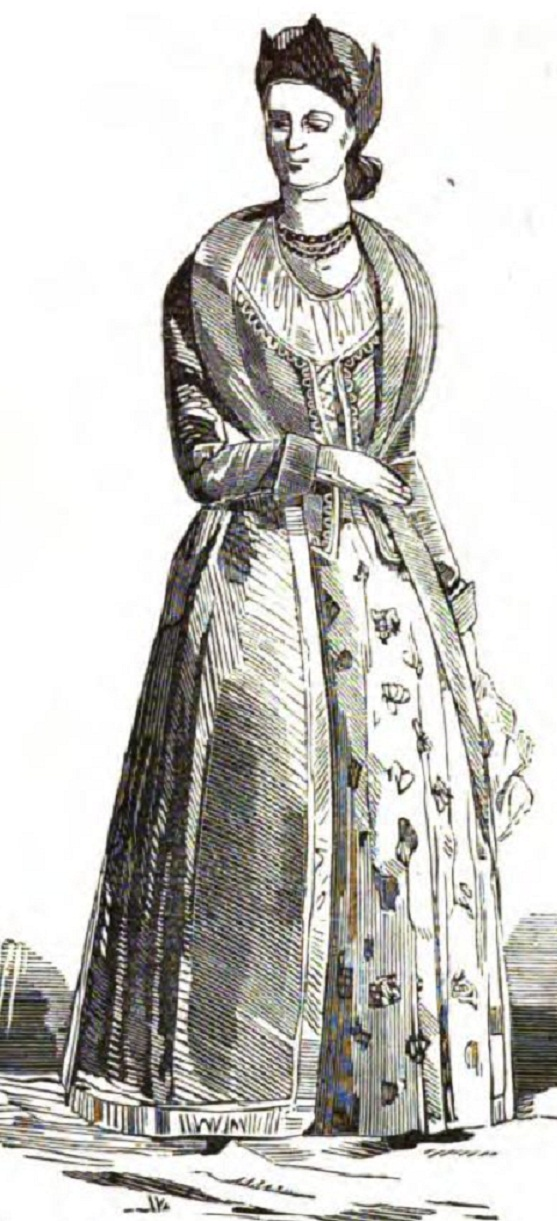
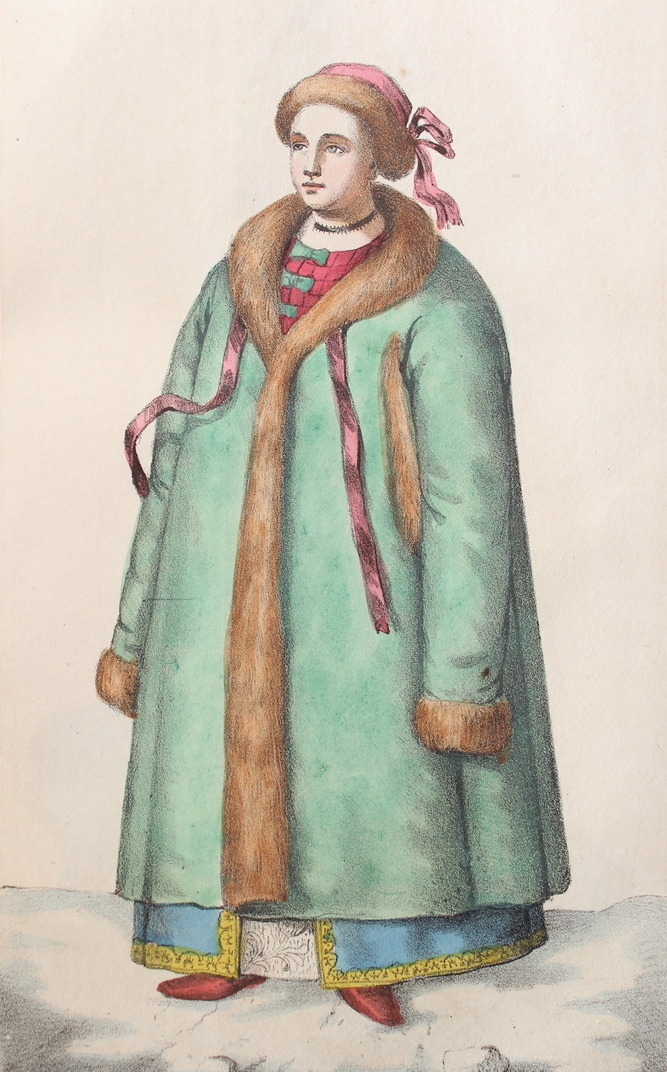
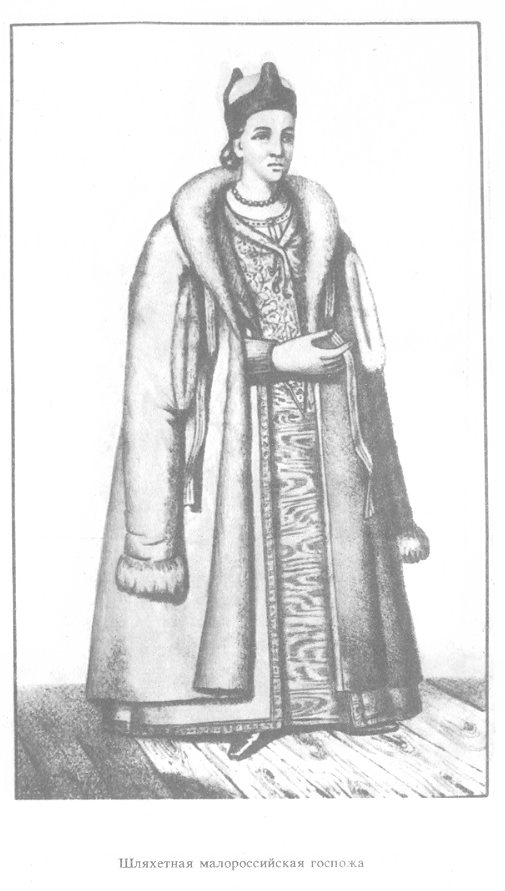
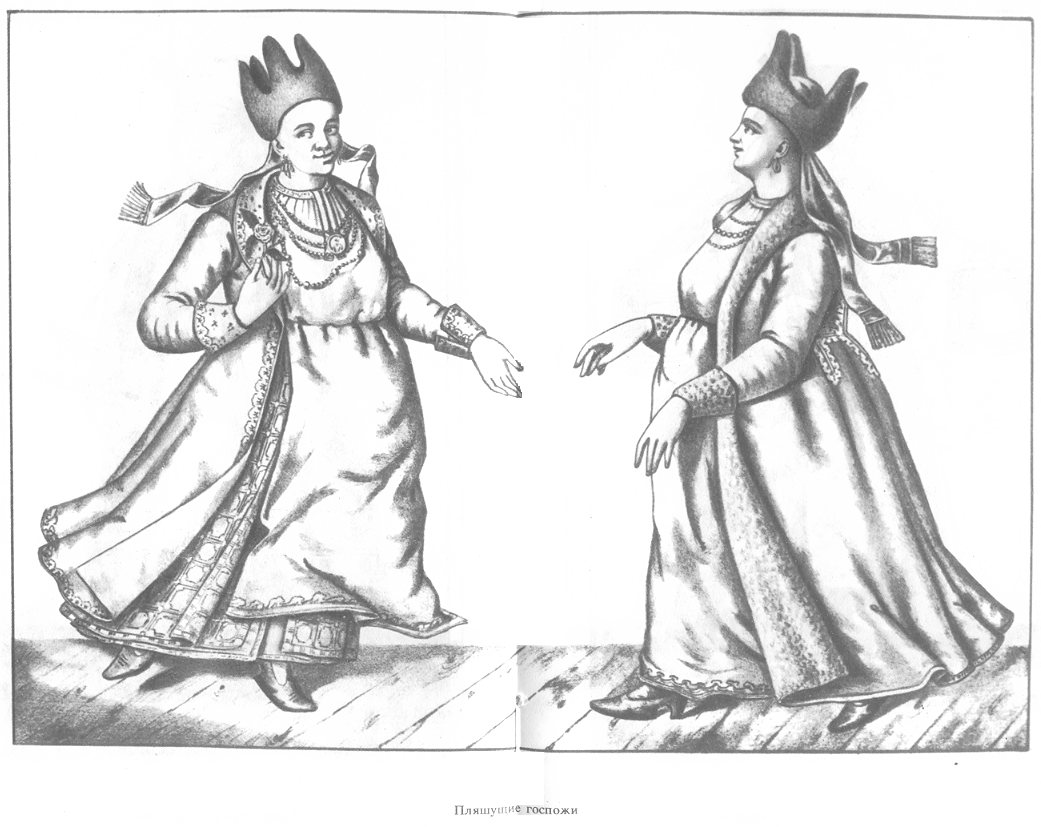
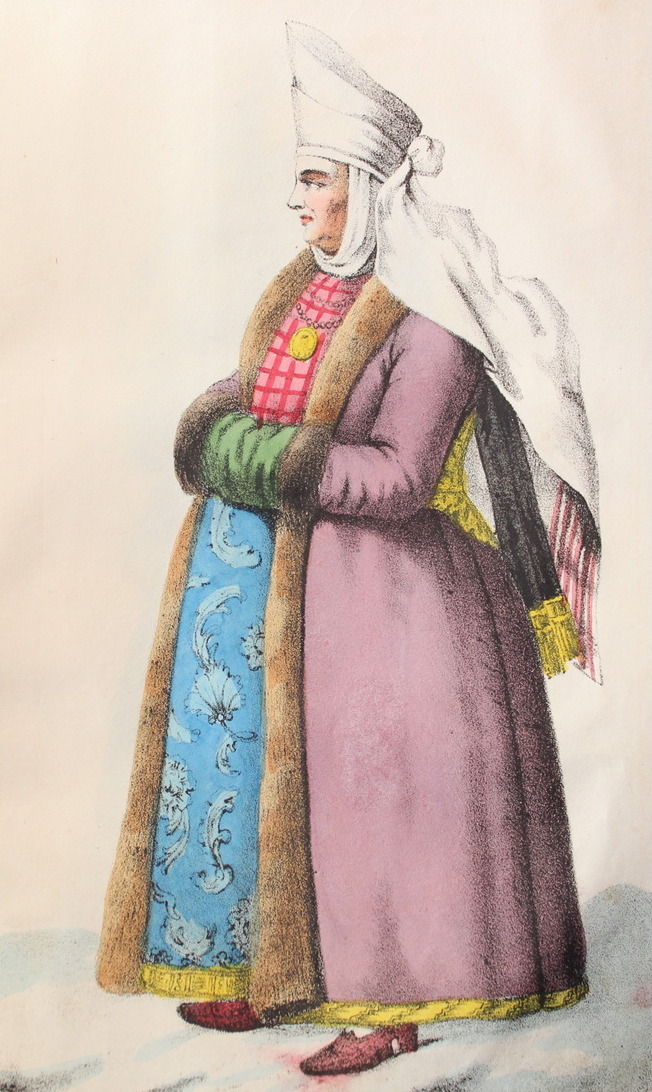
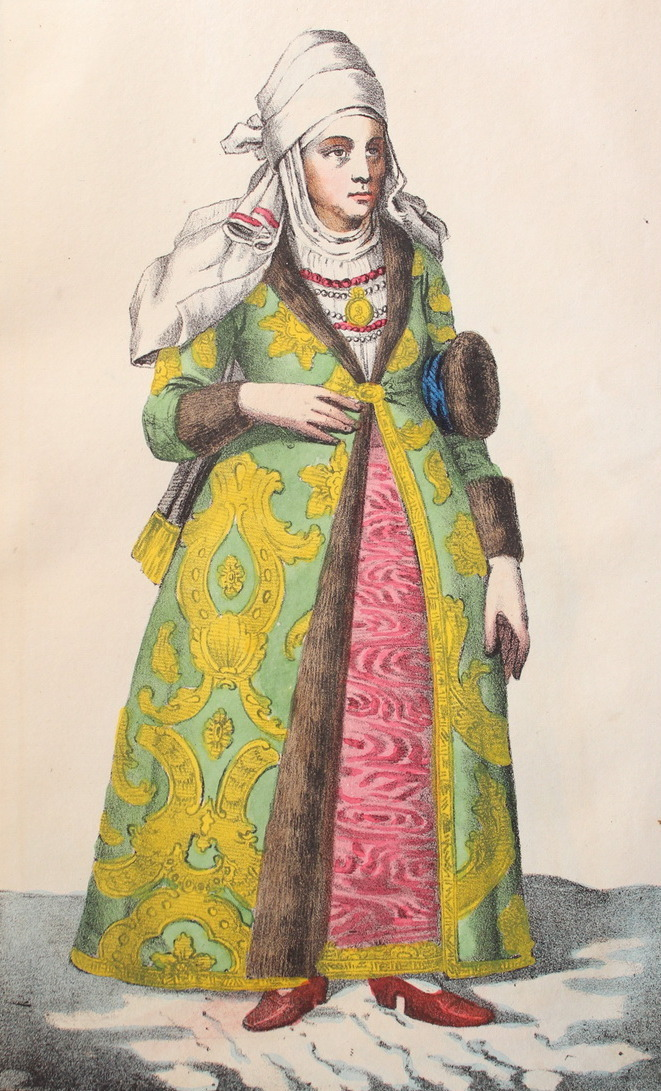
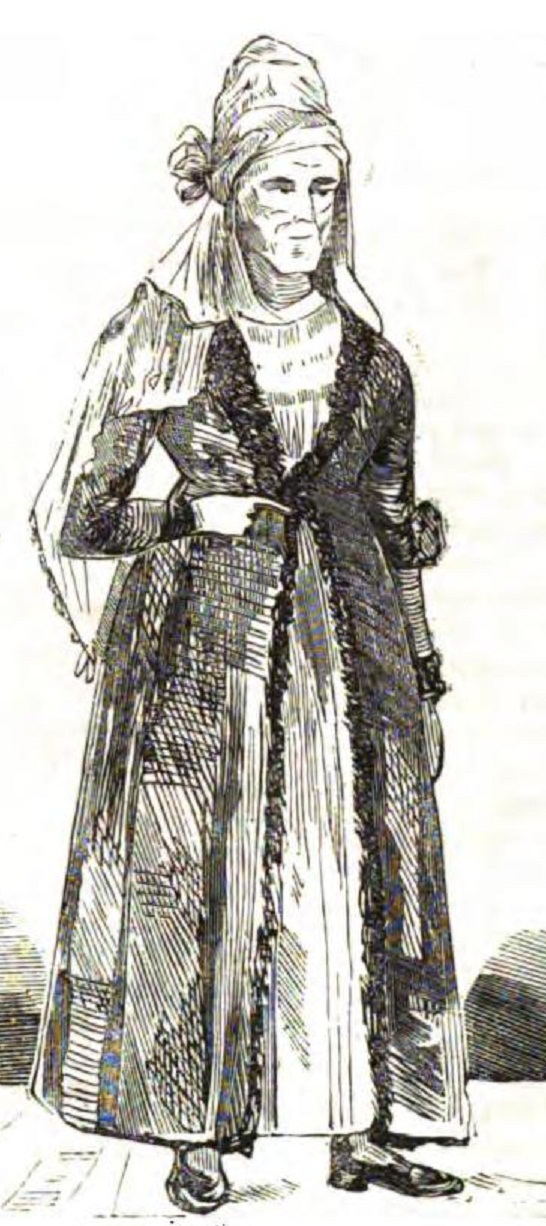